# 国道33号

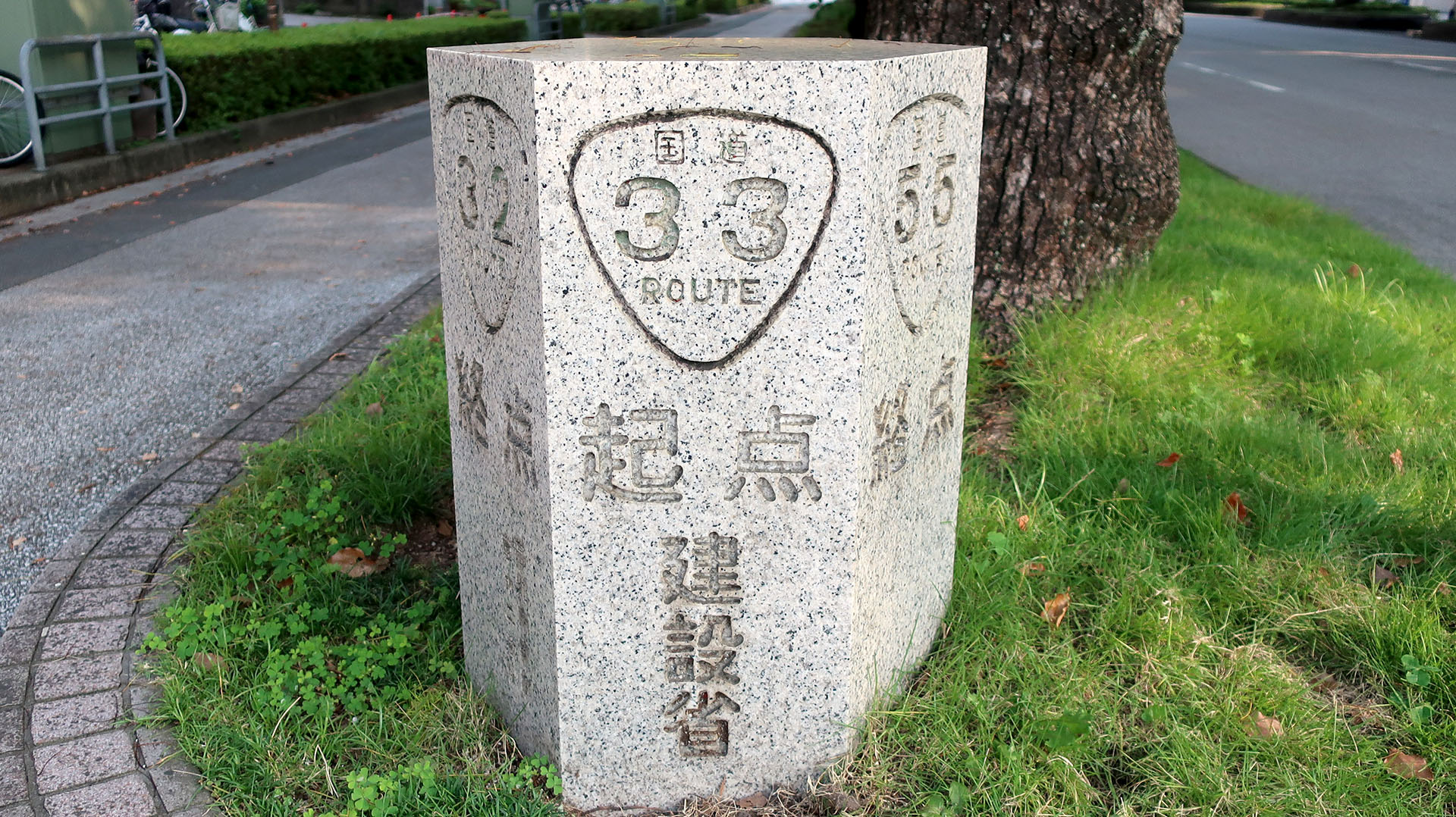
高知市 道路元標
国道33号起点
高知県高知市 県庁前交差点

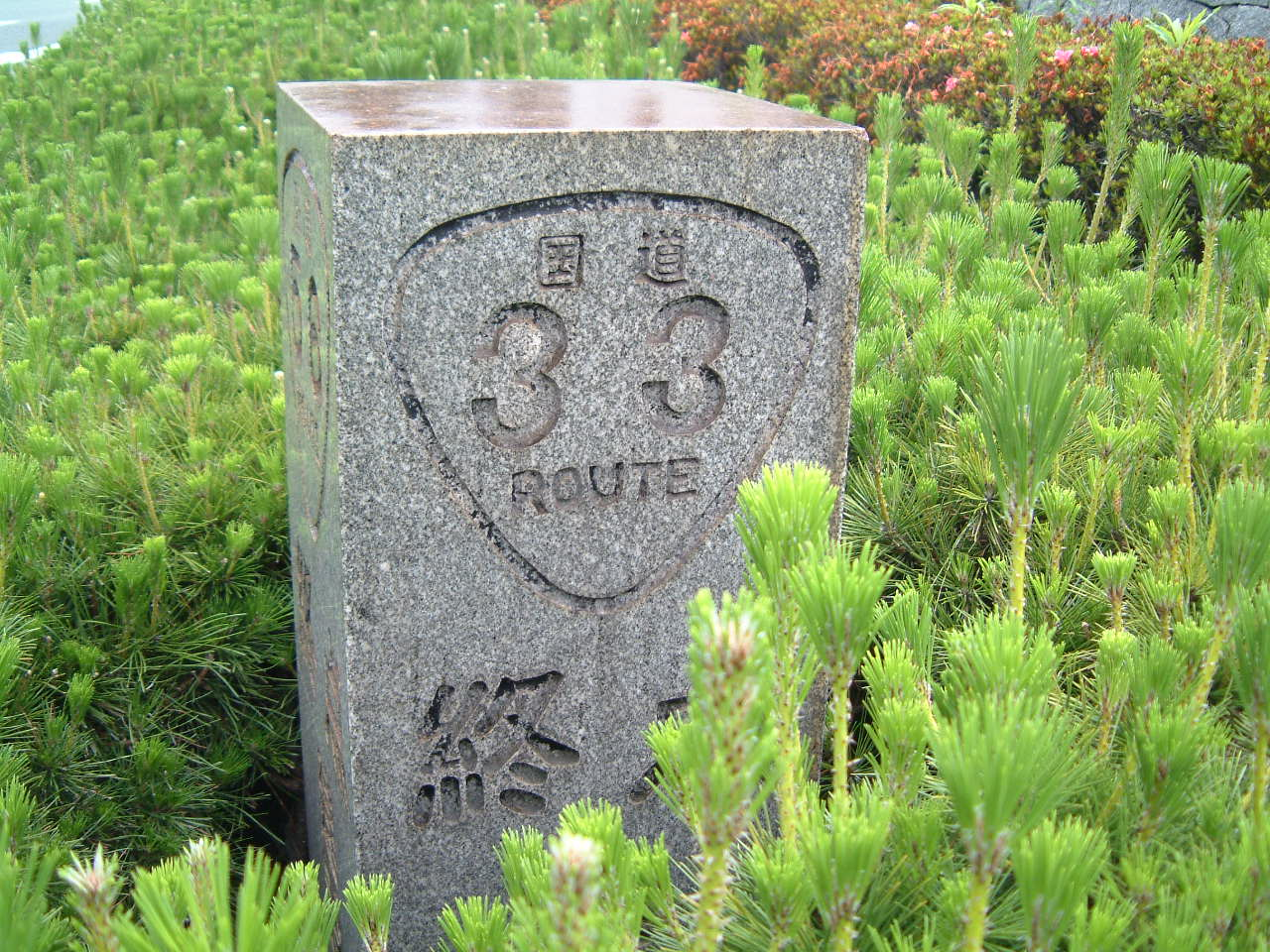
松山市 道路元標
国道33号終点
愛媛県松山市 市役所前交差点

国道33号（こくどう33ごう）は、高知県高知市から四国山地部を経由し、愛媛県松山市に至る一般国道である。

## 概要

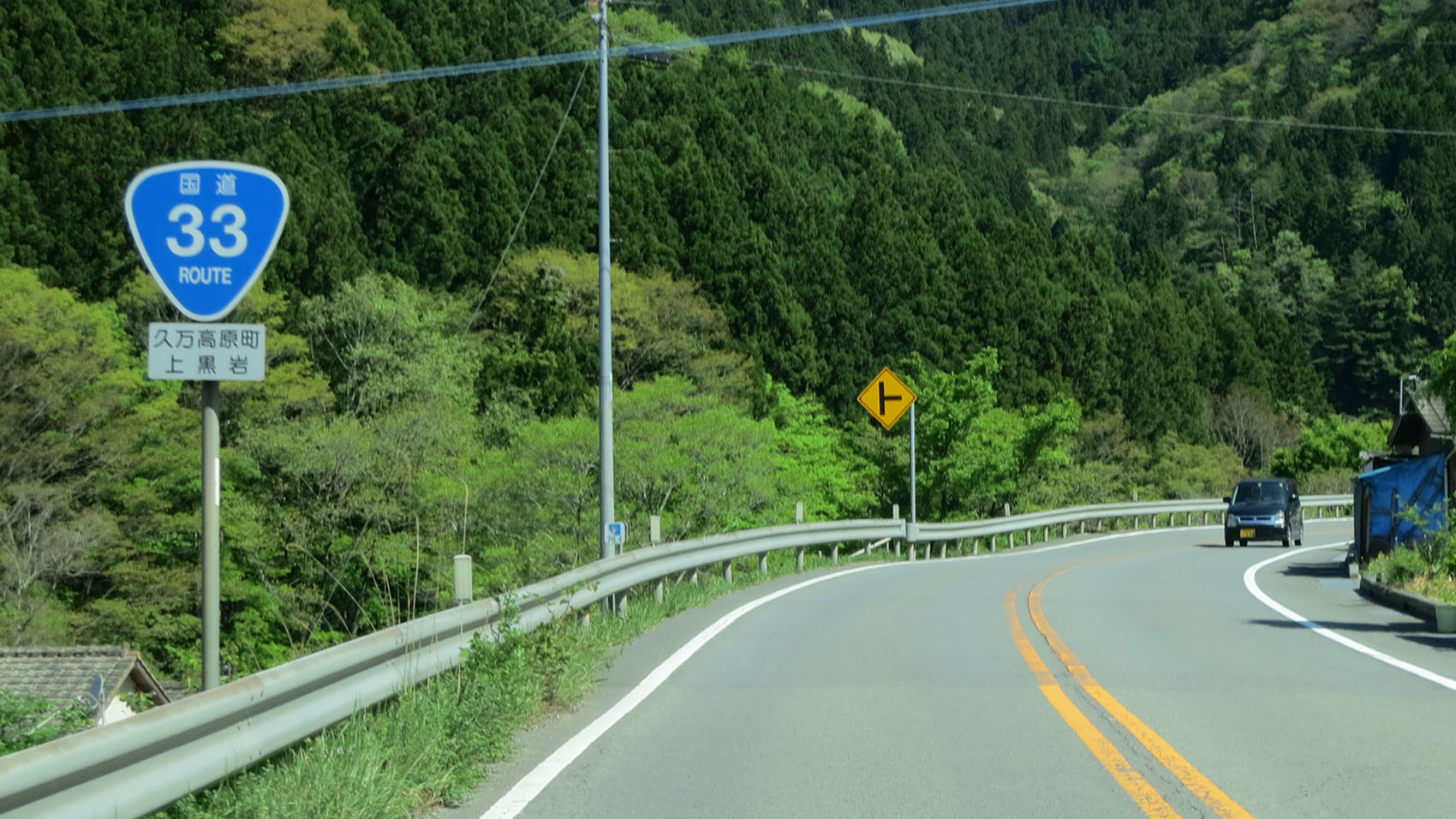
愛媛県上浮穴郡久万高原町上黒岩（2015年5月）

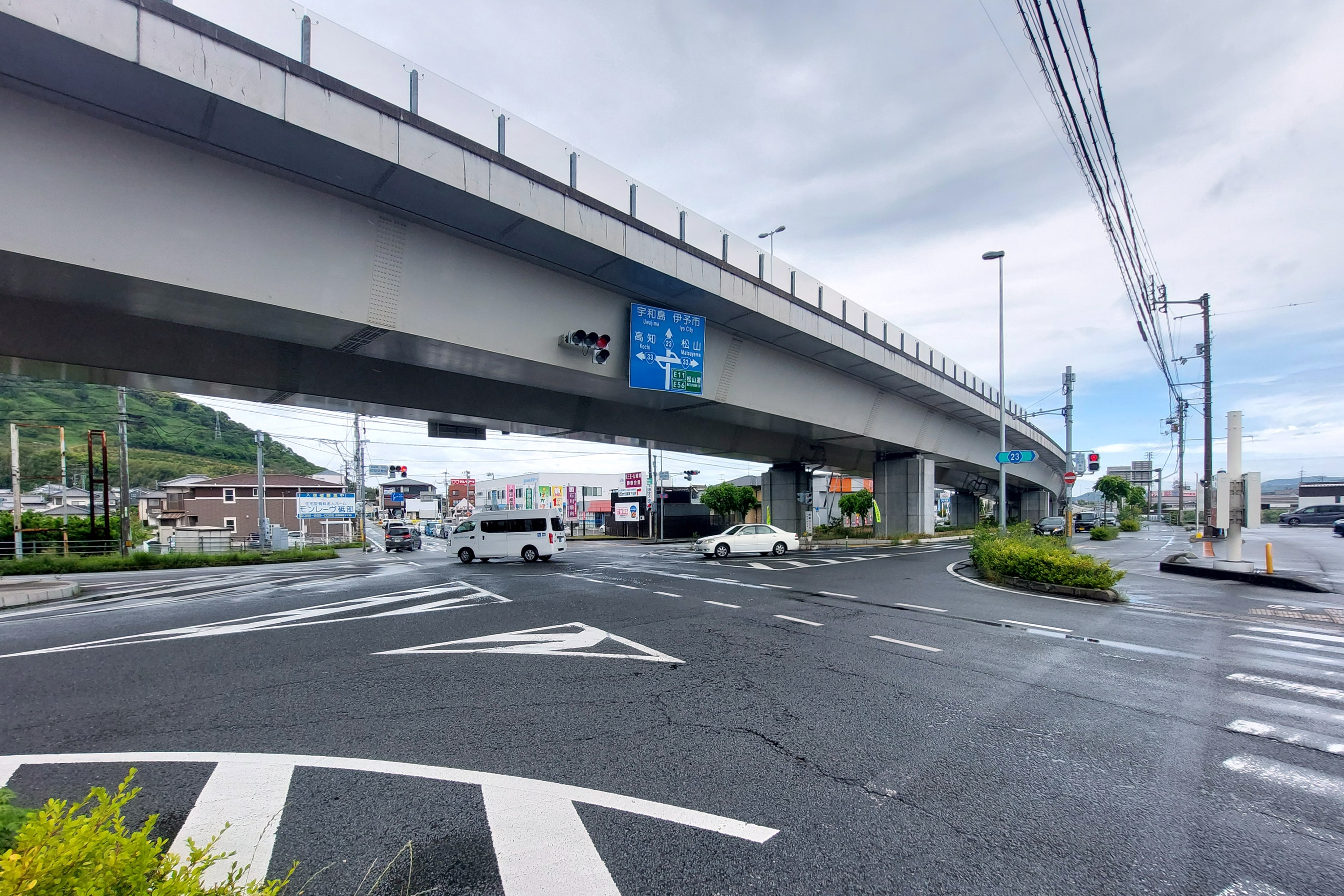
愛媛県伊予郡砥部町の拾町交差点（2024年5月）

一部区間を除いてかつての土佐街道（松山街道）と同じ経路をたどる。高知市と松山市の間を高岡郡佐川町・上浮穴郡久万高原町などを経由して最短距離で結んでいる大動脈であるが、四国山地部を縫うように進むため線形不良箇所が多く、冬季の積雪や凍結による危険や、異常気象時の事前通行規制区間も存在している。そのため現道に沿うかたちで地域高規格道路の高知松山自動車道が現在整備されている。
なお、国道33号では東南海・南海地震時発生等における被災状況等の把握のため、高知県側の吾川郡いの町波川から県境を通って愛媛県側の伊予郡砥部町千足までの区間で、ヘリコプターから視認できる対空標示（道路の起点からの距離を示すキロ程の数字）が国道路面に記されている。

### 路線データ
一般国道の路線を指定する政令に基づく起終点および重要な経過地は次のとおり。
- 起点：高知市（県庁前交差点 = 国道32号・国道55号終点、国道56号・国道194号・国道195号・国道197号・国道493号起点）
- 終点：松山市（市役所前交差点 = 国道11号・国道56号終点、国道317号・国道379号・国道440号・国道494号起点）
- 重要な経過地：高知県吾川郡伊野町[注釈 3]、同県高岡郡佐川町、同県吾川郡吾川村[注釈 4]、愛媛県上浮穴郡柳谷村[注釈 5]、同郡久万町[注釈 5]、同県伊予郡砥部町
- 総延長 : 129.0 km（愛媛県 63.9 km、高知県 65.2 km）重用延長を含む。[4][注釈 6]
- 重用延長 : 3.1 km（愛媛県 3.1 km、高知県 - km）[4][注釈 6]
- 未供用延長 : なし[4][注釈 6]
- 実延長 : 125.9 km（愛媛県 60.8 km、高知県 65.2 km）[4][注釈 6]
  - 現道 : 115.9 km（愛媛県 56.0 km、高知県 60.0 km）[4][注釈 6]
  - 旧道 : なし[4][注釈 6]
  - 新道 : 10.0 km（愛媛県 4.8 km、高知県 5.2 km）[4][注釈 6]
- 指定区間：高知市本町5丁目144番 - 松山市二番町4丁目7番2（全線）[5]

## 歴史
高知と松山を結ぶ道は、662年（天智天皇元年）に久万官道として開かれた。この道は後に松山街道・土佐街道と呼ばれた。

### 年表
- 1886年（明治19年） - 丸龜 - 高知 - 松山間約270 kmの改修工事（四国新道）が開始された。この工事は、香川県議会議員の大久保諶之丞が私財を投じて進められたものである。改修工事は1894年（明治27年）に終了し、1920年（大正9年）4月1日、松山 - 高知間が県道松山高知線に認定された。
- 1934年（昭和9年） - 大型自動車の通行を可能にするため両県境区間を中心に道路改修、橋梁のかけ替えを実施、道路幅員5 mないし5.5 mに拡幅。
- 1945年（昭和20年）1月18日 - 内務省告示第1号により、高知までの国道23号「東京市ヨリ高知県庁所在地ニ達スル路線」を延伸するかたちで高知 - 松山間が国道に認定され、国道23号「東京都ヨリ愛媛県庁所在地ニ達スル路線（乙）」となった。
- 1952年（昭和27年）12月4日 - 新道路法に基づく路線指定で、旧23号の高知 - 松山間が一級国道33号（高知県高知市 - 愛媛県松山市）として指定された。
- 1965年（昭和40年）4月1日 - 道路法改正によって一級・二級の別がなくなり一般国道33号となった。
- 2015年（平成27年）4月1日 - かつて国道440号との重複区間となっていた、愛媛県上浮穴郡久万高原町東明神から三坂峠を通り、愛媛県伊予郡砥部町大平に至る延長約9.2 km（共に三坂道路との交点を結ぶ区間）が国道33号の指定を外され愛媛県に管理が移管、国道440号の単独区間となった[6]。
- 2024年（令和6年）4月1日 - 越知道路（2工区）と並行する現道区間（延長2.0 km）が越知町に管理が移管され、事前通行区間が1.6 km短縮される[7]。
- 2025年（令和7年）4月1日 - 高知西バイパス区間と並行する現道区間（延長5.3 km）が高知県に管理が移管され、吾川郡いの町枝川 - 羽根町は重複していた国道194号の単独区間に、吾川郡いの町羽根町 - 波川は高知県道39号土佐伊野線に、吾川郡いの町波川 - 高知西バイパス交点が高知県道299号庄田伊野線に変更となる[8]。

### 工事概要
- 1952年（昭和27年）高知県佐川町内の赤土峠の改良工事に着手[9]。
- 1958年（昭和33年）8月、高知市・伊野町境咥内坂の改良工事に着手[10]。
- 1959年（昭和34年）愛媛県美川村の河口橋に着手[11]。
- 1960年（昭和35年）10月、佐川町の霧生関の改良工事に着手[10]。
- 1961年（昭和36年）高知県越知町横倉－仁淀川町寺村、堀切峠の改良工事に着手
- 1962年（昭和37年）10月16日、愛媛県内三坂峠の改築に着手[12]。
- 1963年（昭和38年）2月26日、高知県内咥内坂の改築を完了[13]。8月、愛媛県砥部地区改良に着手。12月、久万バイパスに着手。
- 1964年（昭和39年）2月20日、高知県内霧生関の改築を完了[14]。3月10日高知県内堀切峠の改築を完了[13]。10月、寺村トンネルに着手[15]。
- 1966年（昭和41年）2月、愛媛県久万町藤ノ棚 - 笛ヶ滝間開通。3月、寺村トンネル完成[16]。4月、松山南道路に着手。越知バイパスに着手。8月、砥部地区の1次改築を完了[16]。9月、久万バイパス完成。12月10日愛媛県内三坂峠の改築を完了[16]。
- 1967年（昭和42年）3月、高知県伊野地区を最後に高知県内の一次改築を完了[16]。
  - 高知県内の一次改築においては、道路線形にクロソイド曲線が採用され車両の走行性向上と工事の経費削減に効果を発揮した。また、赤土峠の改良工事で造られた赤土隧道は、四国における直轄施工としては、初のトンネル工事で請負工事で施工された。掘削工法は、底設導抗掘削で人力掘削、木製支保工、ズリの搬出は0.6 m3トロッコを使用。トンネル中央に断層があり工事中に落盤が発生、越知側坑口での湧水など、難工事であった。4月、佐川バイパスに着手。
- 1968年（昭和43年）3月、高知県境付近（西之谷、落出大橋）を最後に愛媛県内の一次改築完了[16]。
  - 愛媛県内の一次改築においては、三坂峠で四国で最初となる凍結とタイヤ・チェーンに対する耐久性の優れたグースアスファルト舗装を施工。
- 1969年（昭和44年）、大渡ダム関連付け替え道路着手[17]。
  - 大渡ダム完成に伴い水没する区間を幅員、線形等を改良するものである。起点は吾川郡仁淀川町大字大尾、終点は吾川郡仁淀川町大字橘、延長は2.864 km、規格は第3種第3級、完成2車線で道路幅員は8 m、車線幅員は3.0 mである。工事区間の舟戸トンネルは、発破工法では下方の人家集落に多大な影響を与えることからジャイアントブレーカとクローラドリルを組み合わせた機械掘削工法を採用した[18]。
- 1970年（昭和45年）3月、高知県高岡郡越知町の越知バイパス完成[19]。
- 1973年（昭和48年）、熊秋トンネルに着手[20]。
- 1974年（昭和49年）2月1日、高知県高岡郡佐川町の佐川バイパス完成。4月に高知西バイパス事業に着手[21]。
- 1975年（昭和50年）9月、大渡ダム関連付け替え道路完成。12月に熊秋トンネル完成[21]。
- 1979年（昭和54年）12月、松山南道路全線暫定供用[22]。
- 1983年（昭和58年）3月24日、高知県高岡郡佐川町の赤土歩道トンネル完成[23]。
- 2014年（平成26年）12月25日、佐川歩道トンネルL＝322 m（高岡郡佐川町甲から佐川町乙）供用開始[24]
- 2020年（令和2年）1月25日、橘防災事業によって橘中津トンネルが開通[25]。

### 災害について
- 1980年（昭和55年）12月11日、高知県高岡郡越知町横倉で崩壊のため約1週間通行止め[26]。
- 1982年（昭和57年）1月2日から豪雪のため愛媛県上浮穴郡久万町で約1ヶ月交通が途絶[12]。
- 1982年（昭和57年）8月27日に愛媛県上浮穴郡柳谷村の柳谷第二洞門内で台風13号による豪雨で面河川が増水し、洞門基部を洗掘し路面陥没が発生。9月5日まで全面通行止め、全面開通は昭和58年2月6日[27]。
- 2011年（平成23年）2月26日10時頃、高知県吾川郡仁淀川町名野川で斜面が高さ約25 m、長さ約30 m崩壊、27日12時まで全面通行止め[28]。

## 路線状況

### 別名
- 土佐街道（松山街道、久万街道）
- 電車通り（とさでん交通伊野線との並走区間）
- 砥部陶街道（砥部町内区間）[29]

### バイパス
現道

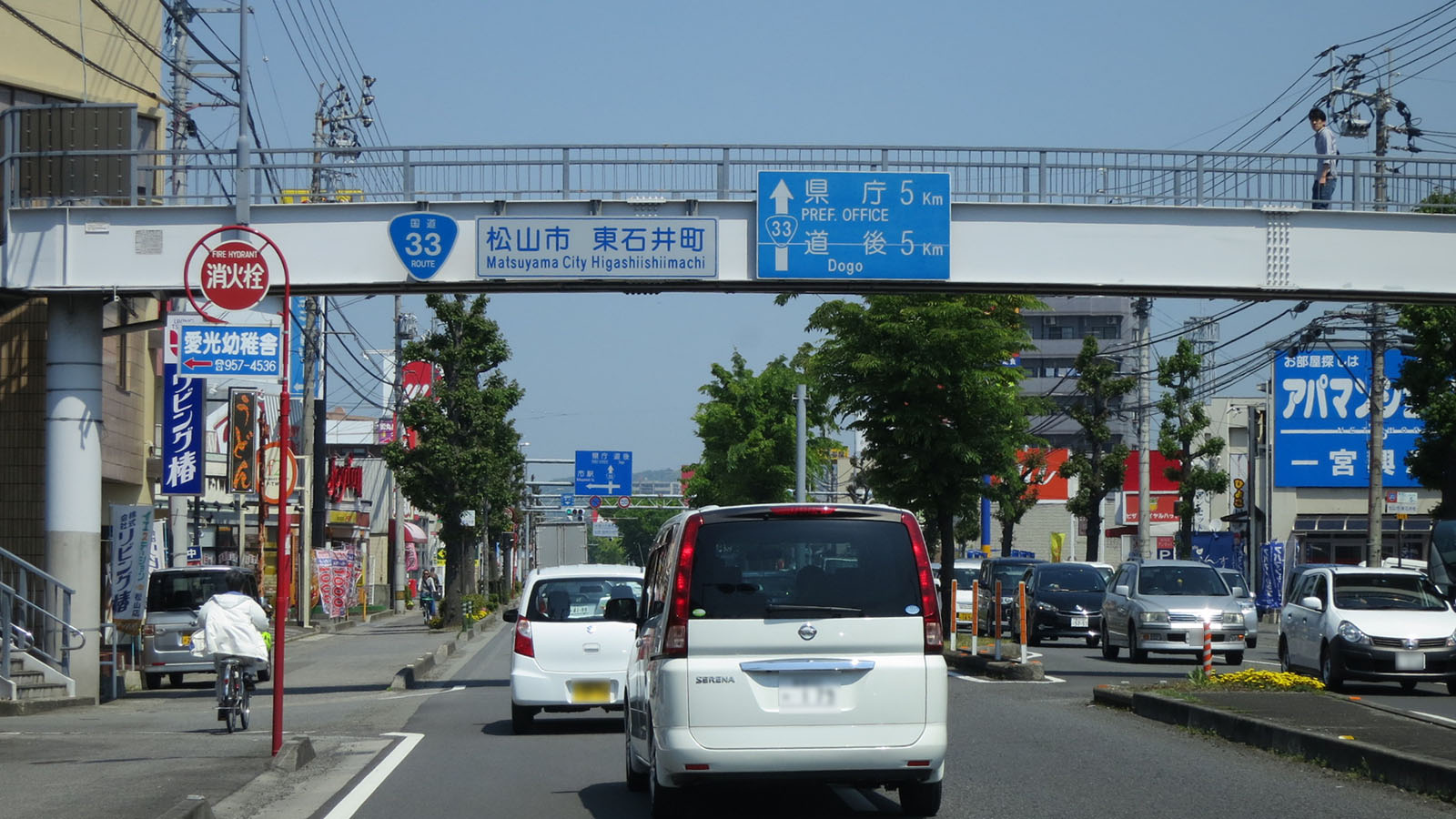
松山南道路
愛媛県松山市東石井

- 高知西バイパス1期区間（高知市 - 吾川郡いの町枝川）
- 佐川バイパス（高岡郡佐川町）
- 越知バイパス（高岡郡越知町）
- 松山南道路（愛媛県）
- 松山環状線（愛媛県）

高知松山自動車道（地域高規格道路）
- 高知西バイパス2期区間（吾川郡いの町枝川 - 波川）
- 越知道路（高知県高岡郡越知町野老山 - 越知町越知丙）
- 三坂道路（愛媛県上浮穴郡久万高原町東明神 - 松山市久谷町大久保）
- 砥部道路（愛媛県）

### 重複区間

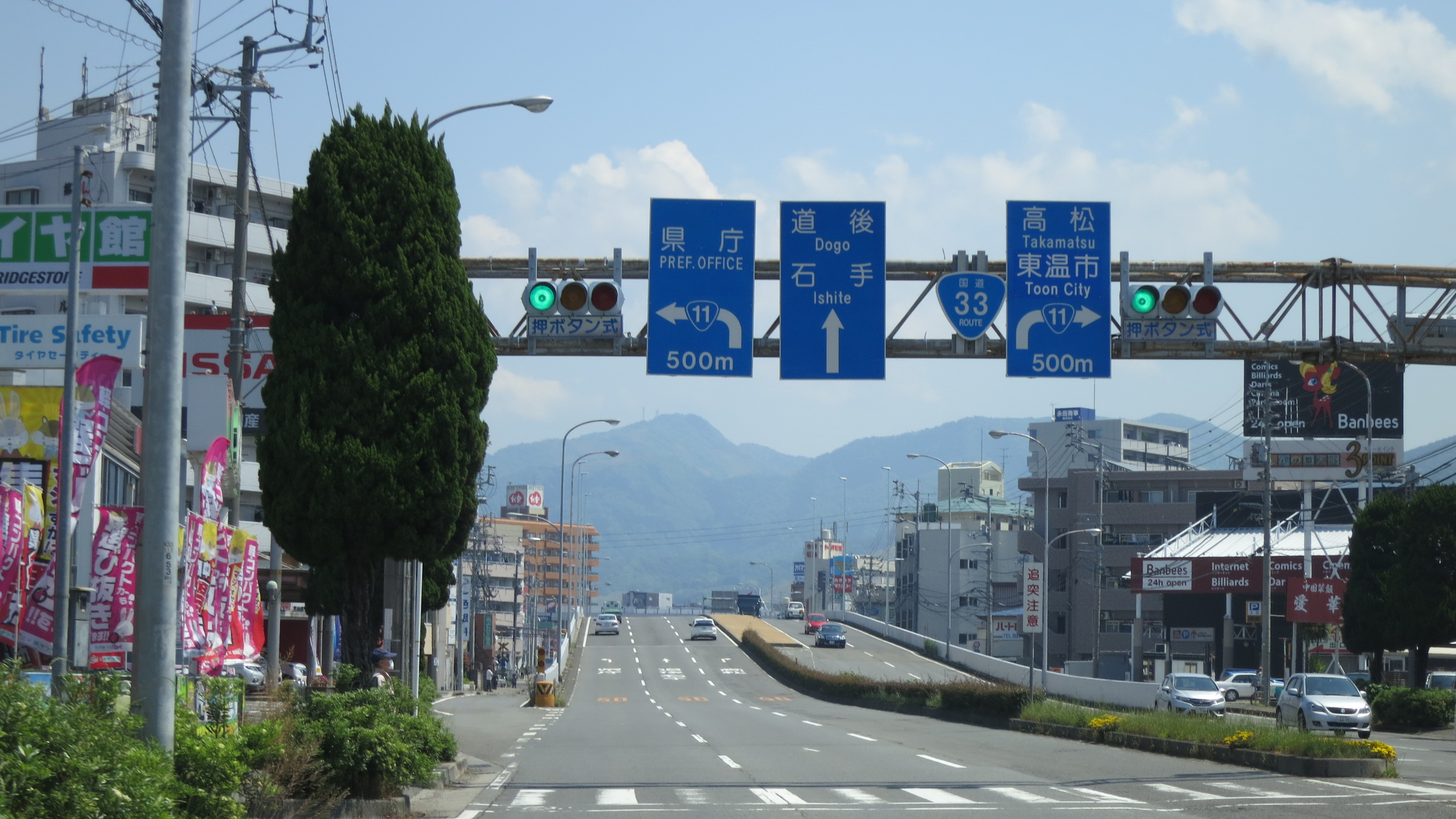
終点までの重複区間
国道11号との分岐
愛媛県松山市天山一丁目

- 国道194号（高知県高知市本町5丁目・県庁前交差点（起点） - 吾川郡いの町枝川）
- 国道494号（高知県高岡郡佐川町甲 - 吾川郡仁淀川町川口・川口交差点）
- 国道439号（高知県吾川郡仁淀川町川口・川口交差点 - 吾川郡仁淀川町大渡・大渡交差点）
- 国道440号（愛媛県上浮穴郡久万高原町柳井川・柳谷大橋交差点 - 上浮穴郡久万高原町東明神）
- 国道379号（愛媛県伊予郡砥部町千足 - 松山市二番町4丁目・市役所前交差点（終点））
- 国道440号（松山市久谷町 - 松山市二番町4丁目・市役所前交差点（終点））
- 国道11号・国道494号（愛媛県松山市小坂・小坂交差点 - 松山市二番町4丁目・市役所前交差点（終点））
- 国道317号（愛媛県松山市勝山町・勝山交差点 - 松山市二番町4丁目・市役所前交差点（終点））

### 道路施設

#### 橋梁
- 高知県
  - 鏡川橋（鏡川、高知市）
  - 新鏡川橋（鏡川、高知市）
  - 中ノ谷橋（高知市）
  - 実光橋（吾川郡いの町）
  - 八代橋（吾川郡いの町）
  - 宇治川橋（宇治川、吾川郡いの町）
  - いの大橋（仁淀川、吾川郡いの町）
  - 川内橋（鎌田用水、吾川郡いの町）
  - 会処橋（高岡郡佐川町）
  - 三青橋（春日川、高岡郡佐川町）
  - 富士見橋（柳瀬川、高岡郡佐川町）
  - 川内ヶ谷橋（立野川、高岡郡越知町）
  - 越知橋（坂折川、高岡郡越知町）
  - 横倉大橋（延長195 m[30]、高岡郡越知町）
  - 釜乃淵橋（延長170 m[30]、高岡郡越知町）
  - 引地橋（吾川郡仁淀川町）
- 愛媛県
  - 落出大橋（面河川、上浮穴郡久万高原町）
  - 美川大橋（久万川、上浮穴郡久万高原町）
  - 砥部川橋（砥部川、伊予郡砥部町）
  - 重信大橋（延長278 m、幅員11.4、11.4 m、重信川、伊予郡砥部町 - 松山市） - 1978年度（昭和53年度）、1988年度（昭和63年度）完成
  - 乙井橋（内川、松山市）
  - 天山橋（小野川、松山市）
  - 永木橋（石手川、松山市、国道11号重複区間内）

#### トンネル
- 高知県
  - 高知西トンネル：延長635 m、幅員10.8 m、1992年（平成4年）竣工、高知市 - 吾川郡いの町
  - 霧生関隧道：延長70 m、1961年（昭和36年）竣工、高岡郡佐川町
  - 佐川トンネル：延長270 m、1973年（昭和48年）竣工、高岡郡佐川町
  - 赤土トンネル：延長385 m、幅員6.5 m、1958年（昭和33年）竣工[31]、高岡郡佐川町
  - 横畠トンネル：延長962 m[30]、2022年（令和4年）竣工、高岡郡越知町
  - 熊秋トンネル：延長862 m[32]、1975年（昭和50年）竣工、高岡郡越知町
  - 寺村隧道：延長572 m、幅員8.0 m、1966年（昭和41年）竣工[33]、吾川郡仁淀川町
  - 大渡第一隧道：延長135 m、1967年（昭和42年）竣工、吾川郡仁淀川町
  - 大渡第二隧道：延長63 m、1966年（昭和41年）竣工、吾川郡仁淀川町
  - 森山隧道：延長63 m、1965年（昭和40年）竣工、吾川郡仁淀川町
  - 堀切トンネル：延長583 m、幅員8.0 m、1964年（昭和39年）竣工、吾川郡仁淀川町
  - 舟戸トンネル：延長127 m、1975年（昭和50年）竣工、吾川郡仁淀川町
  - 橘トンネル：延長441 m、1971年（昭和46年）竣工、吾川郡仁淀川町
  - 橘中津トンネル：延長1,877 m、幅員10.25 m、2020年（令和2年）竣工、吾川郡仁淀川町 - 愛媛県上浮穴郡久万高原町
- 愛媛県
  - 矢淵トンネル：延長280 m、1993年（平成5年）竣工、上浮穴郡久万高原町
  - 落合トンネル：延長98 m、1964年（昭和39年）竣工、上浮穴郡久万高原町
  - 三坂第一トンネル：延長3,097 m、2007年（平成19年）竣工、松山市
  - 三坂第二トンネル：延長1,300 m、2007年（平成19年）竣工、松山市 - 伊予郡砥部町
  - 塩ケ森トンネル：延長142 m、1964年（昭和39年）竣工、松山市 - 伊予郡砥部町[34]

#### 道の駅
- 高知県
  - まきのさんの道の駅・佐川（高岡郡佐川町）
- 愛媛県
  - みかわ（上浮穴郡久万高原町）
  - 天空の郷さんさん（上浮穴郡久万高原町）

### 事前通行規制区間
1968年（昭和43年）12月、異常気象時における事前通行規制区間を設定。平成21年度時点の区間は下記のとおり。
| 区間                                                                | 延長    |
| ------------------------------------------------------------------- | ------- |
| 高知県高岡郡越知町横倉 - 吾川郡仁淀川町森山字オオヂミ               | 20.3 km |
| 高知県吾川郡仁淀川町森山字オオヂミ - 愛媛県上浮穴郡久万高原町柳井川 | 12.9 km |
| 愛媛県上浮穴郡久万高原町柳井川 - 愛媛県上浮穴郡久万高原町中黒岩     | 7.6 km  |
| 愛媛県松山市久谷町 - 愛媛県砥部町千足                               | 12.8 km |

すべての区間において、降水量が250 mm以上になると規制が開始される。各区間の入口には積算雨量を示す電光掲示板が設けられているが、高知県側と愛媛県側では表示様式が異なっている。交通規制を参照

## 地理

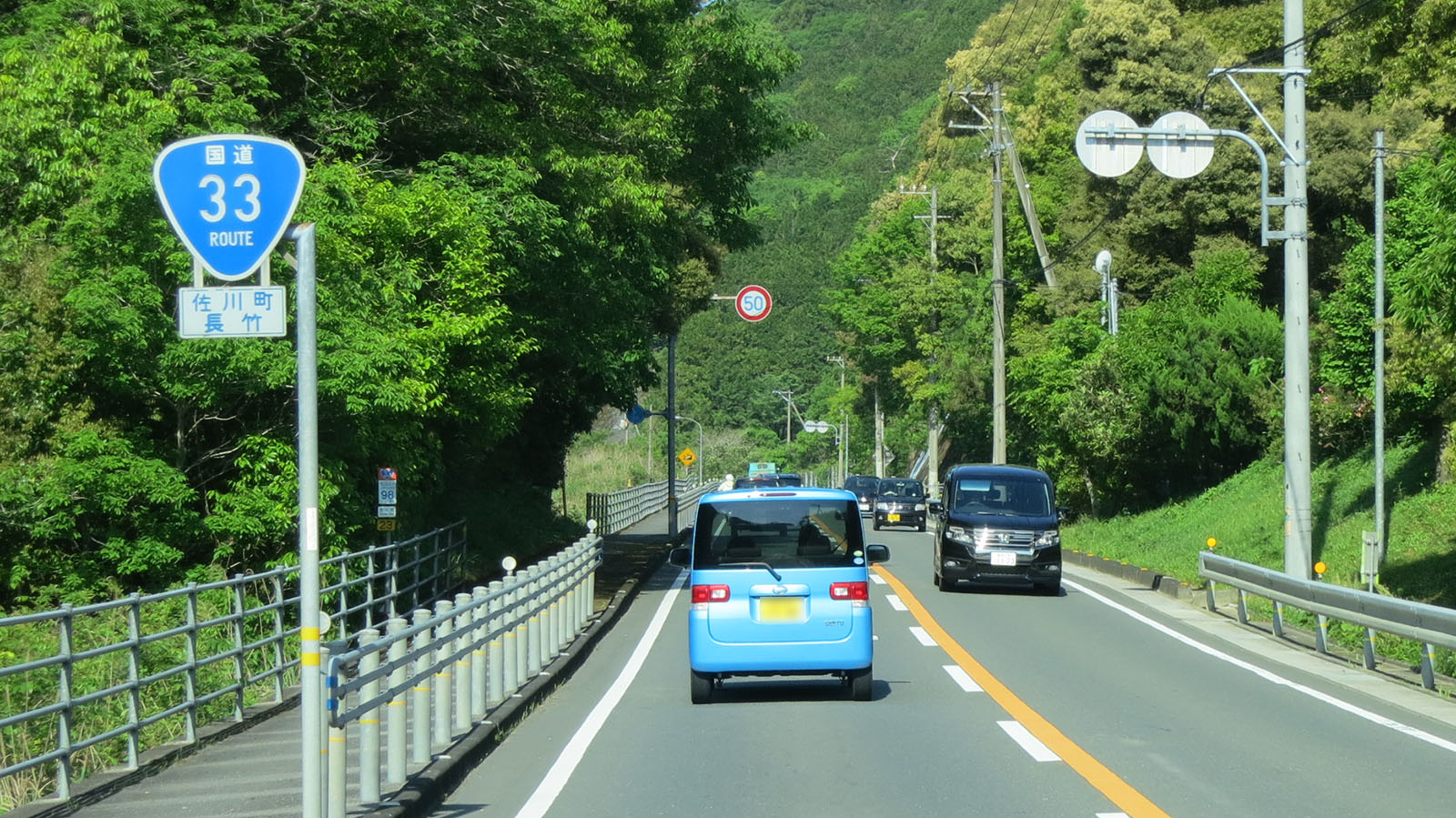
高知県高岡郡佐川町加茂
（2015年5月）

### 通過する自治体
- 高知県
  - 高知市 - 吾川郡いの町 - 高岡郡日高村 - 高岡郡佐川町 - 高岡郡越知町 - 吾川郡仁淀川町
- 愛媛県
  - 上浮穴郡久万高原町 - 松山市 - 伊予郡砥部町 - 松山市 - 伊予郡砥部町 - 松山市

### 交差する道路

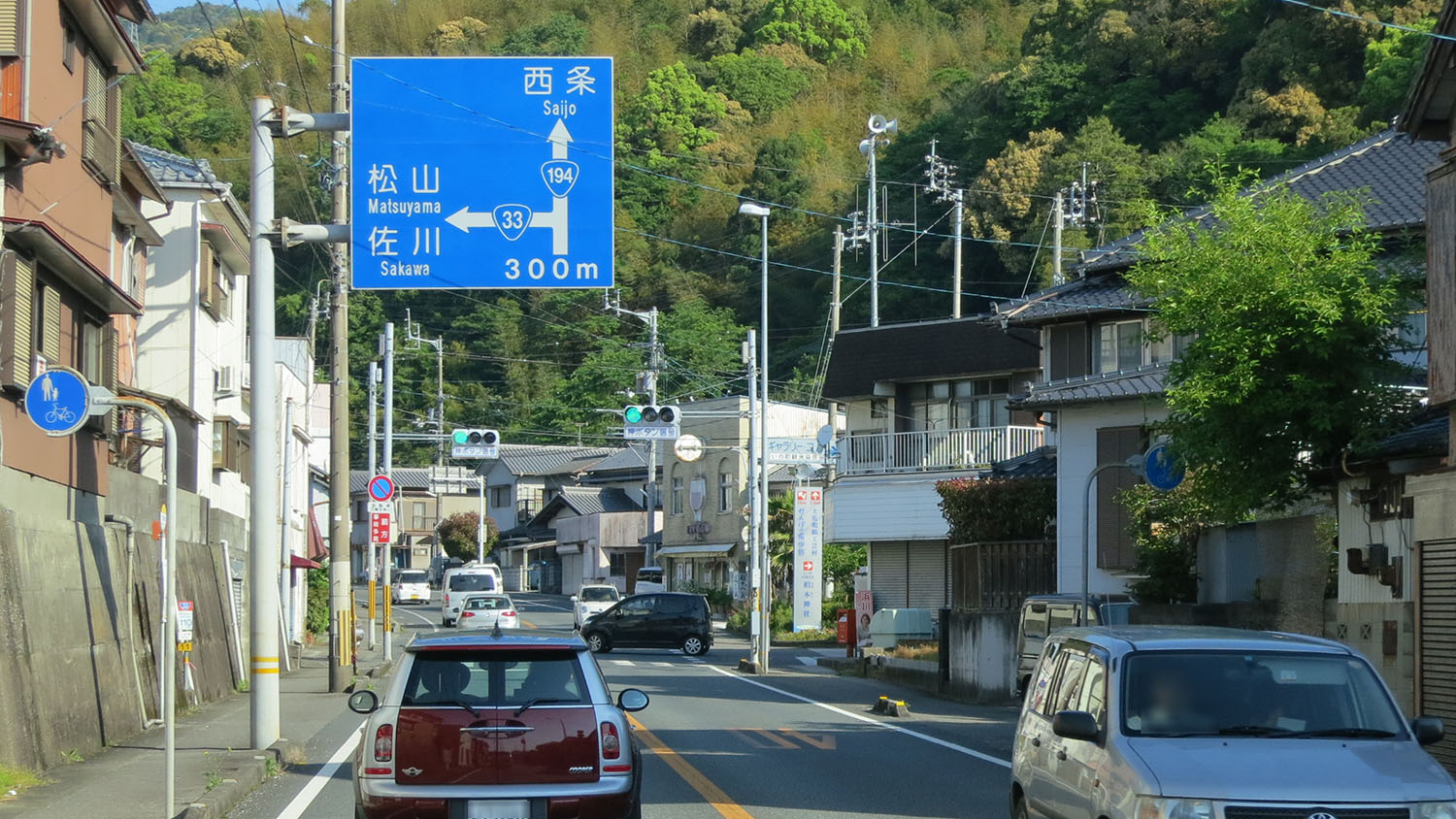
国道194号からの分岐
高知県吾川郡いの町

| 交差する道路 | 都道府県名 | 市町村名 | 市町村名   | 交差する場所 | 交差する場所          |
| --- | ---------- | -------- | ---------- | ------------ | --------------------- |
| 国道32号 国道55号 国道56号 国道194号 重複区間起点 国道195号 国道197号 国道493号                                            | 高知県     | 高知市   | 高知市     | 本町5丁目    | 県庁前交差点 / 起点   |
| 高知県道270号弘瀬高知線 | 高知県     | 高知市   | 高知市     | 上町2丁目    |                       |
| 高知県道37号高知春野線 | 高知県     | 高知市   | 高知市     | 上町5丁目    |                       |
| 高知県道272号旭停車場線 | 高知県     | 高知市   | 高知市     | 旭町2丁目    |                       |
| 高知県道・愛媛県道6号高知伊予三島線                                                                                        | 高知県     | 高知市   | 高知市     | 本宮町       | 高知市本宮町交差点    |
| 高知県道274号梅ノ辻朝倉線                                                                                                  | 高知県     | 高知市   | 高知市     | 鴨部高町     |                       |
| 高知県道273号大河内朝倉停車場線 重複区間起点                                                                               | 高知県     | 高知市   | 高知市     | 曙町1丁目    |                       |
| 高知県道38号高知土佐線 高知県道273号大河内朝倉停車場線 重複区間終点                                                        | 高知県     | 高知市   | 高知市     | 曙町1丁目    |                       |
| E56 高知自動車道 | 高知県     | 吾川郡   | いの町     | 枝川         | 12 伊野IC             |
| 国道194号 重複区間終点 高知県道386号朝倉伊野線                                                                             | 高知県     | 吾川郡   | いの町     | 枝川         | 枝川IC                |
| 高知県道36号高知南環状線                                                                                                   | 高知県     | 吾川郡   | いの町     |              | 天神IC                |
| 高知県道39号土佐伊野線 | 高知県     | 吾川郡   | いの町     | 大内         | 鎌田IC                |
| 高知県道299号庄田伊野線 重複区間起点                                                                                       | 高知県     | 吾川郡   | いの町     | 波川         |                       |
| 高知県道299号庄田伊野線 重複区間終点                                                                                       | 高知県     | 高岡郡   | 日高村     | 下分         | 日高村下分小村交差点  |
| 高知県道291号谷地日下停車場線                                                                                              | 高知県     | 高岡郡   | 日高村     | 下分         |                       |
| 高知県道297号岩目地西佐川停車場線                                                                                          | 高知県     | 高岡郡   | 日高村     | 岩目地       |                       |
| 国道494号 重複区間起点 | 高知県     | 高岡郡   | 佐川町     | 甲           |                       |
| 高知県道302号長者佐川線 | 高知県     | 高岡郡   | 佐川町     | 甲           |                       |
| 高知県道296号西佐川停車場線                                                                                                | 高知県     | 高岡郡   | 佐川町     | 乙           |                       |
| 国道494号 / バイパス | 高知県     | 高岡郡   | 佐川町     | 丙           |                       |
| 高知県道298号下山越知線 | 高知県     | 高岡郡   | 越知町     | 越知甲       | 越知町2区交差点       |
| 高知県道18号伊野仁淀線 重複区間起点                                                                                        | 高知県     | 高岡郡   | 越知町     | 越知甲       | 越知町10区交差点      |
| 高知県道18号伊野仁淀線 重複区間終点                                                                                        | 高知県     | 高岡郡   | 越知町     | 越知丙       |                       |
| 国道439号 重複区間起点 国道494号 重複区間終点                                                                              | 高知県     | 吾川郡   | 仁淀川町   | 川口         | 仁淀川町川口交差点    |
| 高知県道363号中津公園線 | 高知県     | 吾川郡   | 仁淀川町   | 名野川       |                       |
| 国道439号 重複区間終点 | 高知県     | 吾川郡   | 仁淀川町   | 大渡         | 大渡交差点            |
| 国道440号 重複区間起点 | 愛媛県     | 上浮穴郡 | 久万高原町 | 柳井川       | 柳谷大橋交差点        |
| 愛媛県道210号美川川内線 | 愛媛県     | 上浮穴郡 | 久万高原町 | 日野浦       |                       |
| 愛媛県道328号柳谷美川線 | 愛媛県     | 上浮穴郡 | 久万高原町 | 中黒岩       |                       |
| 愛媛県道212号東川上黒岩線                                                                                                  | 愛媛県     | 上浮穴郡 | 久万高原町 | 上黒岩       | 御三戸交差点          |
| 愛媛県道209号美川松山線 | 愛媛県     | 上浮穴郡 | 久万高原町 | 有枝         |                       |
| 愛媛県道211号美川小田線 | 愛媛県     | 上浮穴郡 | 久万高原町 | 大川         | 梨ノ下交差点          |
| 国道380号 | 愛媛県     | 上浮穴郡 | 久万高原町 | 露峰         | 落合交差点            |
| 愛媛県道153号落合久万線 | 愛媛県     | 上浮穴郡 | 久万高原町 | 下野尻       |                       |
| 愛媛県道12号西条久万線 | 愛媛県     | 上浮穴郡 | 久万高原町 | 久万         | 久万中学校前交差点    |
| 国道440号 重複区間終点 | 愛媛県     | 上浮穴郡 | 久万高原町 | 東明神       |                       |
| 国道440号 重複区間起点 | 愛媛県     | 松山市   | 松山市     | 久谷町       |                       |
| 国道379号 重複区間起点 | 愛媛県     | 伊予郡   | 砥部町     | 千足         |                       |
| 愛媛県道23号伊予川内線 | 愛媛県     | 伊予郡   | 砥部町     | 拾町         | 拾町交差点            |
| 愛媛県道193号森松重信線 | 愛媛県     | 松山市   | 松山市     | 森松町       | 森松交差点            |
| 国道33号 / 松山外環状道路                                                                                                  | 愛媛県     | 松山市   | 松山市     | 北井門2丁目  | 井門IC                |
| E11 E56 松山自動車道 | 愛媛県     | 松山市   | 松山市     | 北井門2丁目  | 13 松山IC             |
| 愛媛県道190号久米垣生線 | 愛媛県     | 松山市   | 松山市     | 越智3丁目    | 椿神社入口交差点      |
| 国道11号 重複区間起点 国道494号 重複区間起点                                                                               | 愛媛県     | 松山市   | 松山市     | 小坂5丁目    | 小坂交差点            |
| 国道317号 重複区間起点 愛媛県道20号松山北条線                                                                              | 愛媛県     | 松山市   | 松山市     | 勝山町1丁目  | 勝山交差点            |
| 国道11号 重複区間終点 国道56号 国道317号 重複区間終点 国道379号 重複区間終点 国道440号 重複区間終点 国道494号 重複区間終点 | 愛媛県     | 松山市   | 松山市     | 二番町4丁目  | 市役所前交差点 / 起点 |

### 交差する鉄道
- 土讃線
- とさでん交通伊野線

### 峠
- 高知県
  - 赤土峠（高岡郡佐川町 - 高岡郡越知町）

なお、かつて当路線の難所となっていた 三坂峠（標高720 m・愛媛県上浮穴郡久万高原町 - 愛媛県松山市）は、2015年（平成27年）4月1日より国道33号の指定を外され、国道440号の単独区間となったため、当路線は三坂峠を通過しなくなった。

## ギャラリー

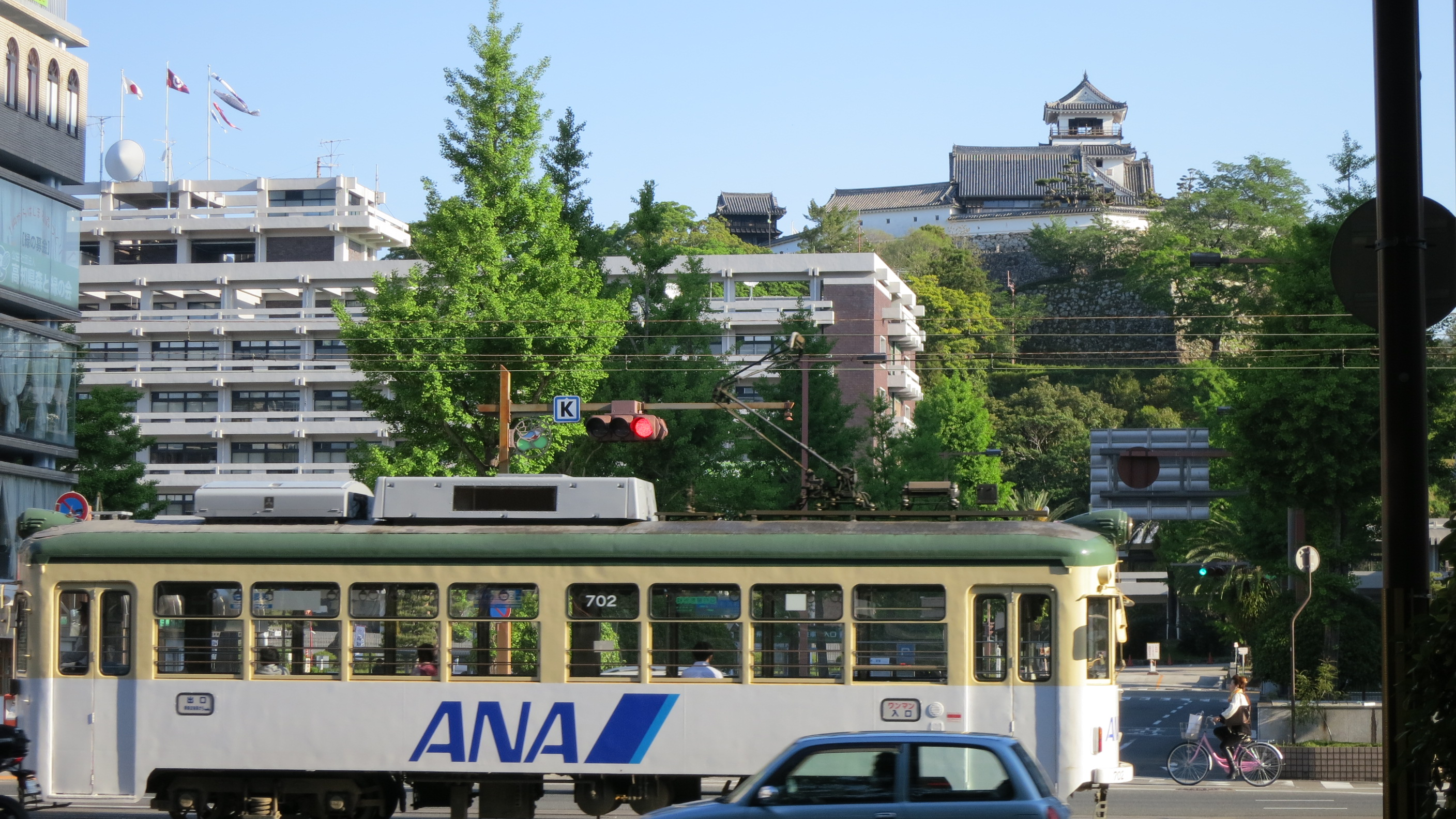
起点、高知県高知市 県庁前交差点
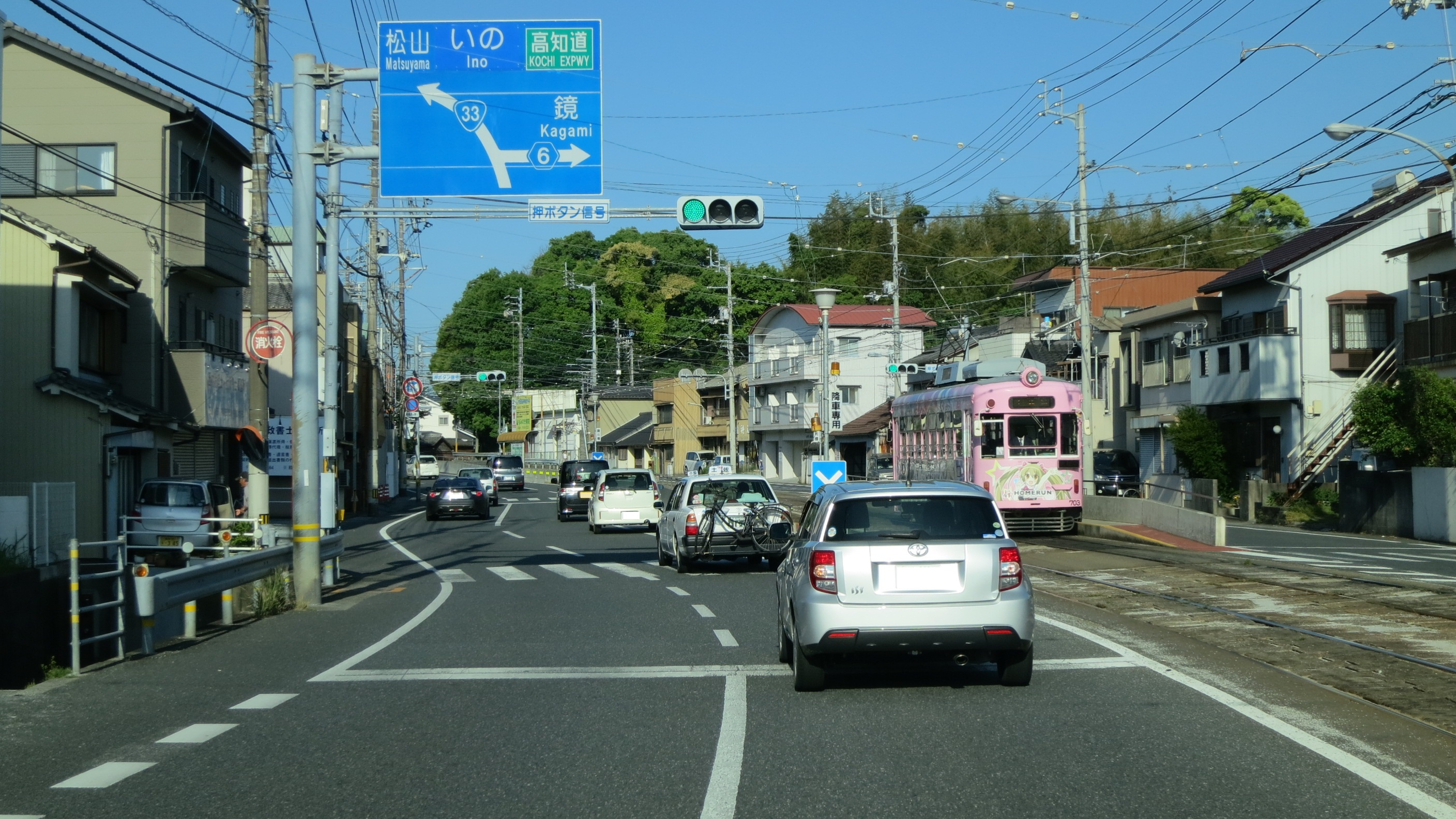
高知県高知市本宮町
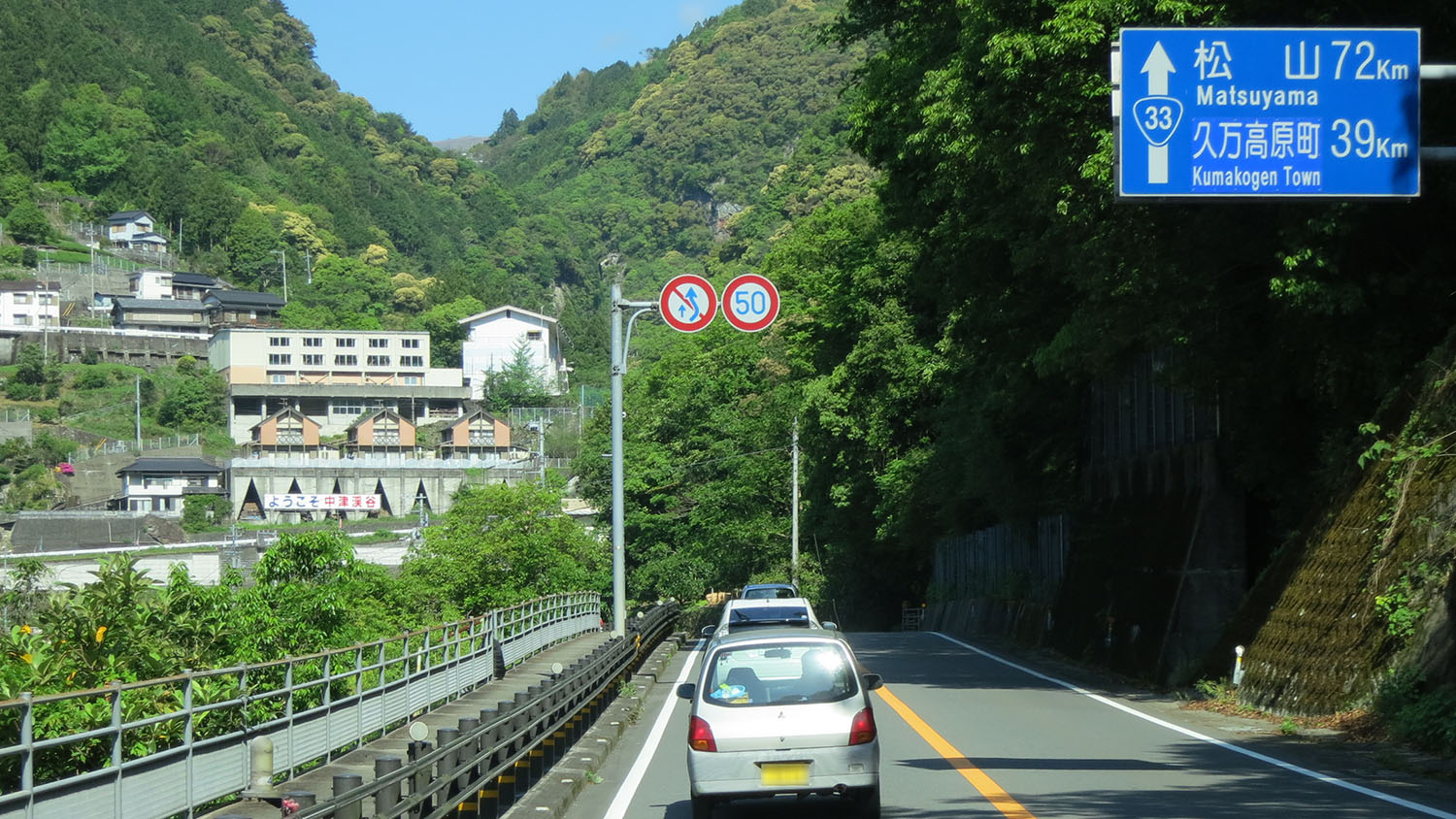
高知県吾川郡仁淀川町
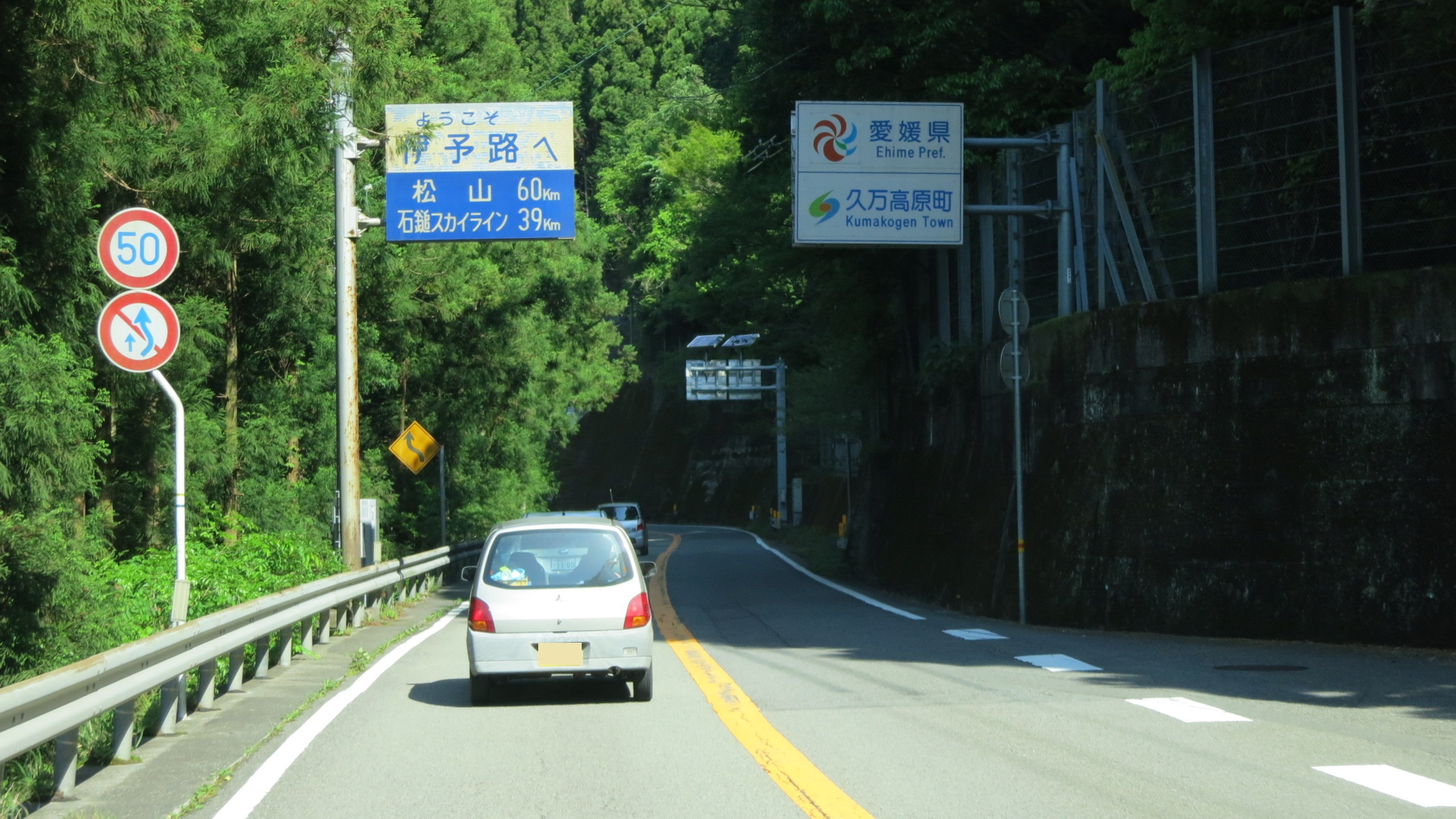
愛媛県境 愛媛県上浮穴郡久万高原町（現在は旧道）
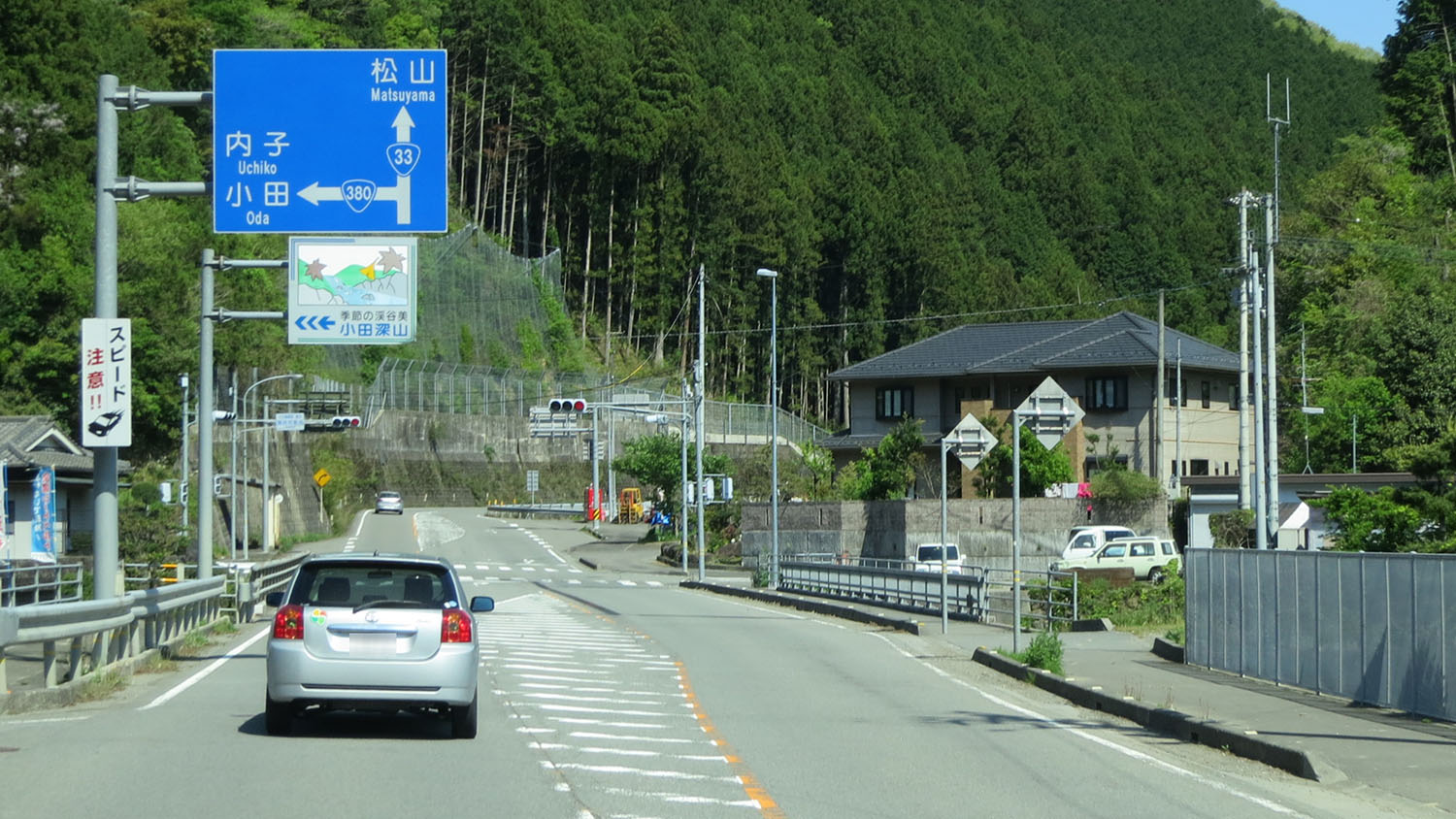
国道380号への分岐 愛媛県上浮穴郡久万高原町
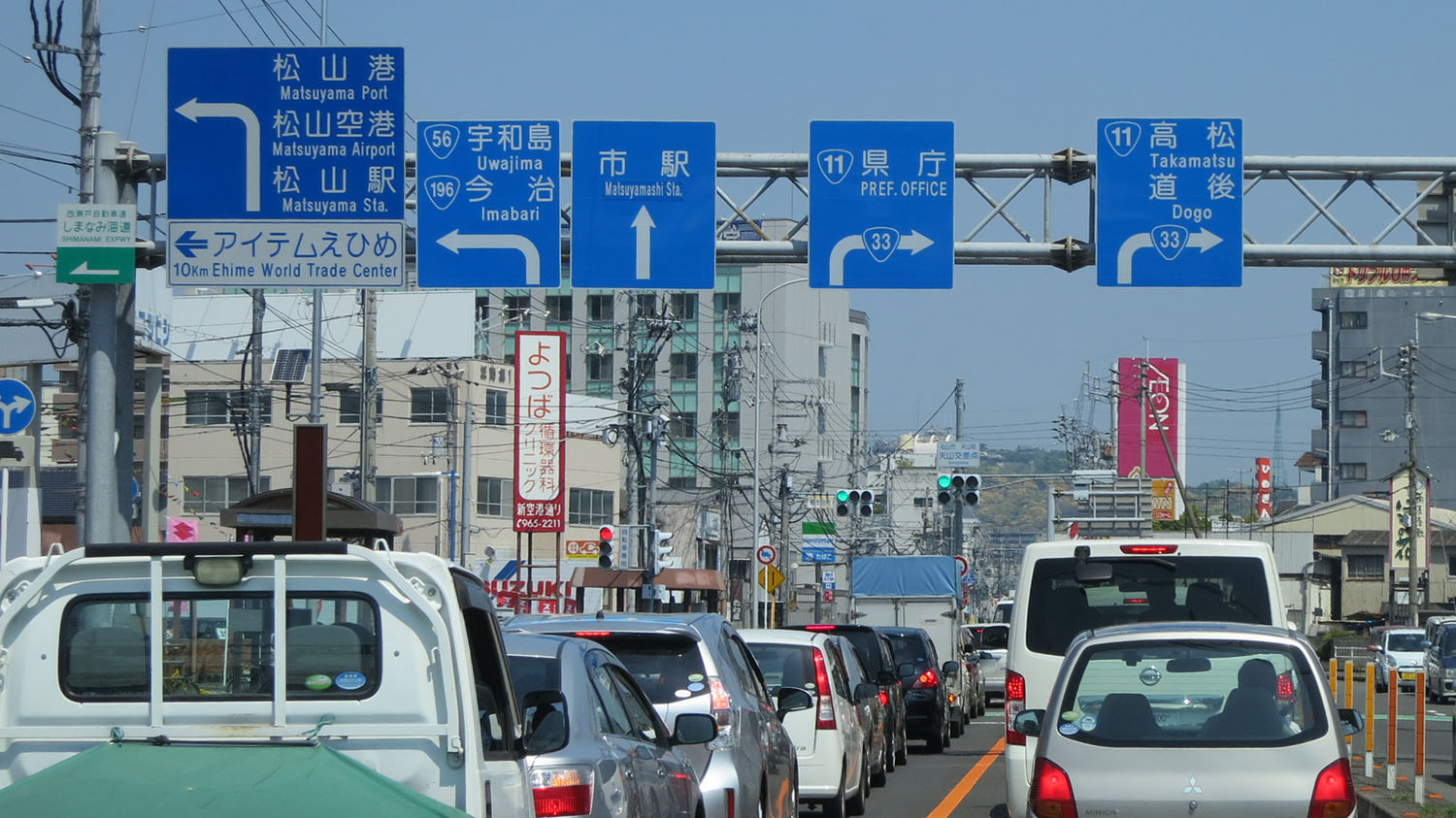
国道196号への分岐 愛媛県松山市天山3丁目
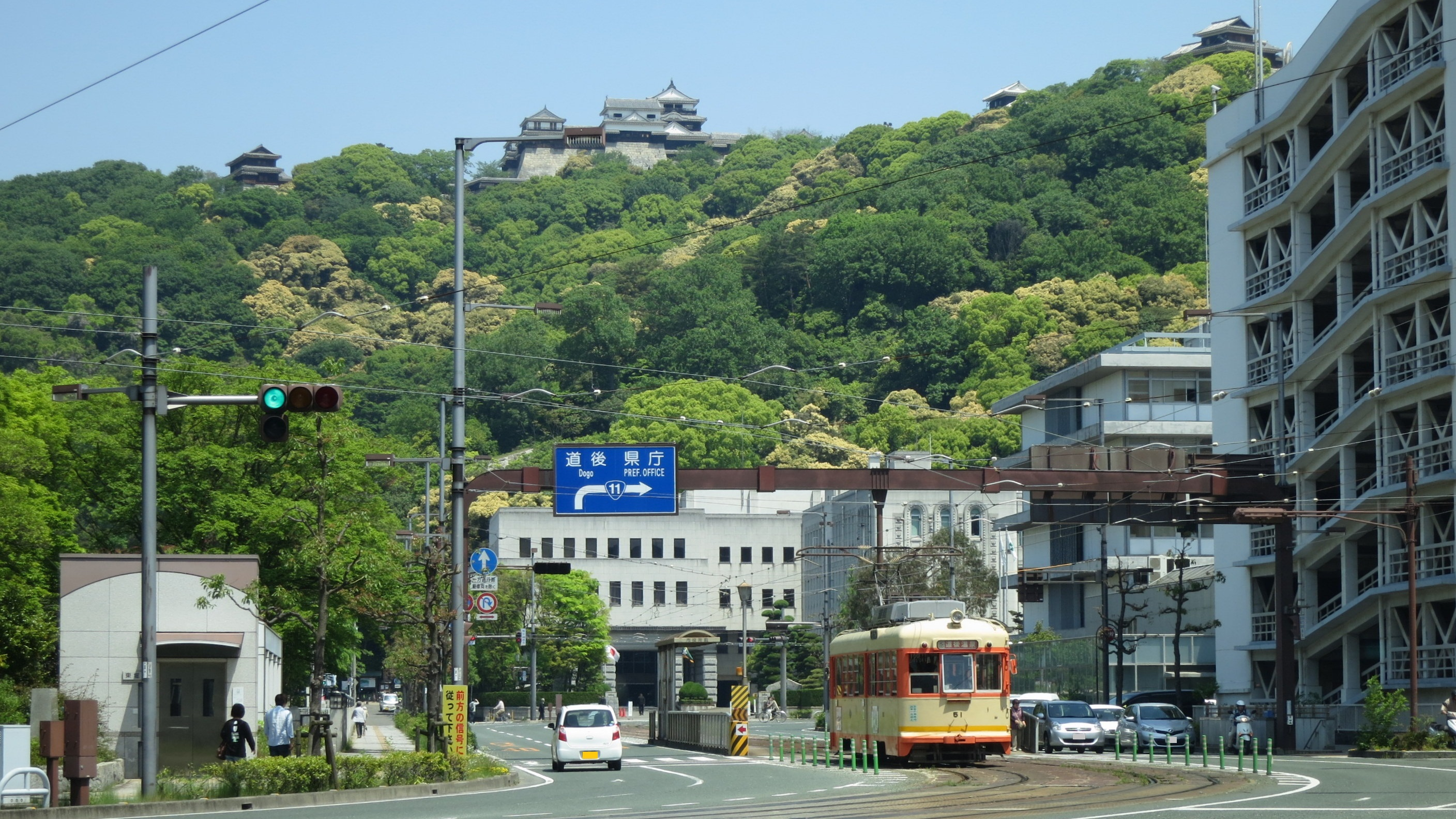
終点、愛媛県松山市 市役所前交差点